# 15차 MSL 서바이버 토너먼트

## 리그기간
- 2008년 8월 7일 ~ 2008년 8월 23일

## 진출자
- 오프라인 예선전 : 2008년 7월 31일 ~ 2008년 8월 1일

| 1조    | 2조    | 3조    | 4조    | 5조    | 6조    | 7조    | 8조    | 9조    | 10조   | 11조   | 12조   | 13조   |
| ------ | ------ | ------ | ------ | ------ | ------ | ------ | ------ | ------ | ------ | ------ | ------ | ------ |
| 송병구 | 박재영 | 손찬웅 | 안준영 | 임성진 | 변형태 | 이학주 | 권오혁 | 전태양 | 차명환 | 김준수 | 신상호 | 신대근 |
| 14조   | 15조   | 16조   | 17조   | 18조   | 19조   | 20조   | 21조   | 22조   | 23조   | 24조   | 25조   | 26조   |
| 임동혁 | 박문기 | 박상우 | 박재혁 | 신상문 | 임원기 | 김성기 | 김명운 | 민찬기 | 김창희 | 정명호 | 임재덕 | 손재범 |

## 서바이버 토너먼트
| 조   | 1경기  | 1경기  | 2경기  | 2경기  | 승자전 | 승자전 | 패자전 | 패자전 | 최종전 | 최종전 |
| 1조  | 이영호 | 이학주 | 변형태 | 박문기 | 이학주 | 변형태 | 이영호 | 박문기 | 이학주 | 이영호 |
| 2조  | 김택용 | 신대근 | 주현준 | 전태양 | 김택용 | 주현준 | 신대근 | 전태양 | 김택용 | 전태양 |
| 3조  | 허영무 | 임재덕 | 서경종 | 김창희 | 허영무 | 서경종 | 임재덕 | 김창희 | 서경종 | 김창희 |
| 4조  | 박찬수 | 박재영 | 김동건 | 김성기 | 박재영 | 김동건 | 박찬수 | 김성기 | 박재영 | 김성기 |
| 5조  | 고인규 | 임동혁 | 김윤중 | 신상문 | 고인규 | 신상문 | 임동혁 | 김윤중 | 신상문 | 김윤중 |
| 6조  | 마재윤 | 임원기 | 신희승 | 박재혁 | 마재윤 | 신희승 | 임원기 | 박재혁 | 마재윤 | 임원기 |
| 7조  | 염보성 | 차명환 | 한동훈 | 정명호 | 염보성 | 한동훈 | 차명환 | 정명호 | 한동훈 | 차명환 |
| 8조  | 이윤열 | 김준수 | 정명훈 | 신상호 | 이윤열 | 정명훈 | 김준수 | 신상호 | 이윤열 | 신상호 |
| 9조  | 박성균 | 안준영 | 손찬웅 | 김명운 | 박성균 | 김명운 | 안준영 | 손찬웅 | 박성균 | 손찬웅 |
| 10조 | 이성은 | 임성진 | 박명수 | 손재범 | 이성은 | 박명수 | 임성진 | 손재범 | 이성은 | 손재범 |
| 11조 | 한상봉 | 권오혁 | 김윤환 | 민찬기 | 한상봉 | 민찬기 | 권오혁 | 김윤환 | 한상봉 | 권오혁 |
| 12조 | 이재호 | 박상우 | 문성진 | 송병구 | 이재호 | 송병구 | 박상우 | 문성진 | 이재호 | 문성진 |

## MSL 진출자 목록
- 테란 : 변형태, 이학주, 주현준, 김창희, 김동건, 고인규, 신상문, 신희승, 염보성, 정명훈, 아윤열, 이성은, 민찬기
- 저그 : 마재윤, 김명운, 박명수, 문성진
- 프로토스 : 김택용, 허영무, 박재영, 한동훈, 손찬웅, 권오혁, 송병구